# Lychnophora
Lychnophora là một chi thực vật có hoa trong họ Cúc (Asteraceae).

## Loài
Chi Lychnophora gồm các loài: